# Béatrice Damiba
Béatrice Damiba est une journaliste et femme politique burkinabè.

## Biographie
Née le 31 décembre 1951 à Koupéla, Béatrice Damiba obtient une maîtrise de journalisme à l'université de Strasbourg avant de commencer sa carrière au sein de l'hebdomadaire Carrefour africain puis de diriger le quotidien Sidwaya en 1984.
À compter de 1983, elle occupe plusieurs responsabilités politiques : attachée de presse du Premier ministre en 1983, haut-commissaire du Bazèga (1984 à 1985), ministre de l’Environnement et du Tourisme (1985 à 1989), ministre de l'Information et de la Culture (1989 à 1991), conseillère en communication à la Présidence (1992 à 1994), avant de devenir ambassadrice du Burkina Faso en Italie (1994 à 2003), puis en Autriche (2003 à 2008).
Elle devient présidente du Conseil supérieur de la communication en 2008 et est la première femme à occuper ce poste.

### Famille
Elle est la sœur de Pierre Claver Damiba (qui fut également ministre puis député).

## Distinctions
Béatrice Damiba est récipiendaire des distinctions suivantes, :
- Flambeau de la Révolution
- Officier du Mérite des Arts, Lettres et Communication du Burkina Faso
- Chevalier grand-croix de l'ordre du Mérite de la République italienne[7]
- Grand-croix de l'ordre pro Merito Melitensi
- Commandeur de l'ordre national du Lion du Sénégal
- Commandeur de l'ordre national du Burkina Faso (2005)
- Diplôme d’honneur d’ingénieur des Eaux et Forêts du Burkina Faso
- Citoyenne d’honneur de la ville de Marciano en Italie
- Médaille d’honneur du Rotary Club Apia Antica de Rome
- Diplôme d’honneur du Mouvement Fiaccola della Carità d'Italie